# Trinci

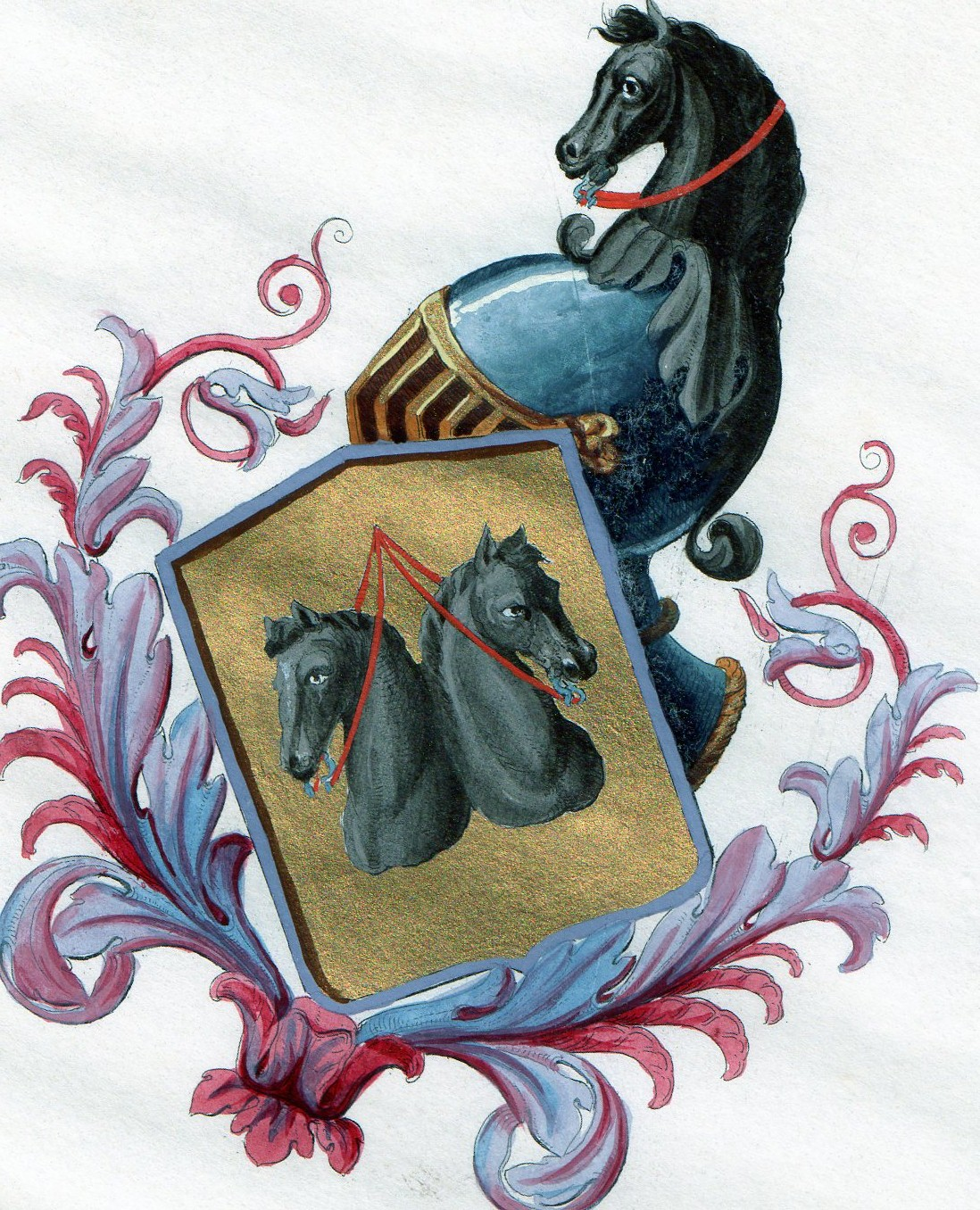
Stemma della famiglia Trinci

La famiglia Trinci è stata una famiglia nobile italiana, originaria dell'Umbria e di stirpe longobarda.

## Storia

### Origini

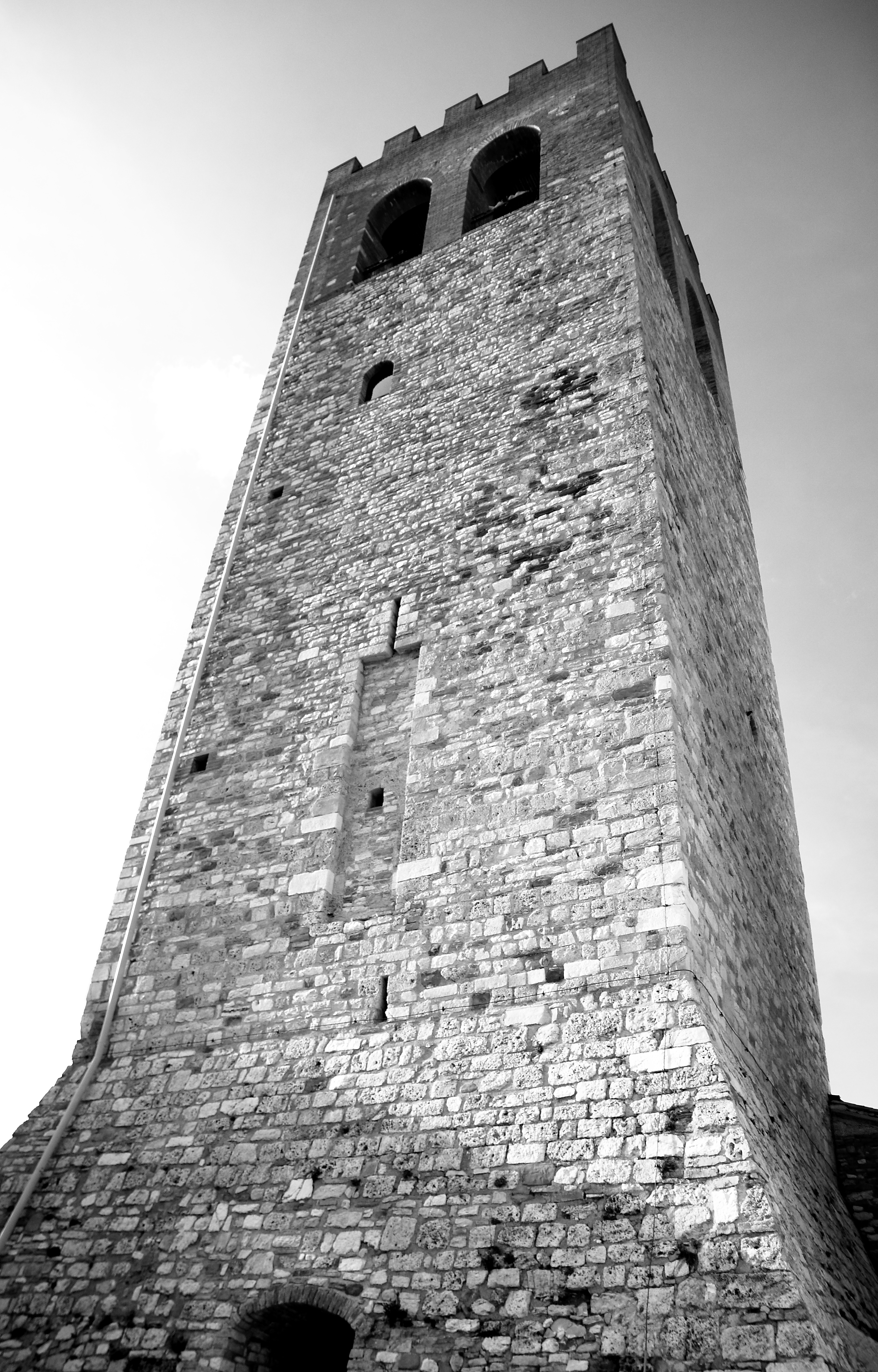
La "Torre dei Trinci", ultimo resto della rocca medievale

Il capostipite della casata fu un certo Corrado (morto intorno al 1250), soprannominato Trincia (all'origine del nome della famiglia), capitano delle milizie vissuto nel XIII secolo a Foligno e discendente da Monaldo, conte longobardo di Nocera (deceduto dopo il 995). Egli fu dapprima ghibellino, militando nel 1225 come capitano dei duchi di Spoleto Rainaldo e Bertoldo di Urslingen (fedeli all'Imperatore Federico II di Svevia), ma successivamente (nel 1227) divenne capitano di parte guelfa in Foligno, distinguendosi come principale comandante delle milizie di papa Gregorio IX fino a diventare nel 1228 il capo dei guelfi dell'Umbria, avendo aiutato il cardinale Giovanni Colonna, legato del Pontefice, a recuperare la città di Foligno che era stata sottratta dai ghibellini guidati da Corrado Guiscardo.
Egli fu inoltre nel 1237 l'animatore di una lega guelfa umbra tra le città di Foligno, Perugia, Spoleto, Todi, Terni, Gubbio, Nocera Umbra e San Gemini. Dopo esser stato allontanato da Foligno il 31 gennaio 1240, a causa dell'occupazione di essa da parte dell'Imperatore Federico II, morì nel 1250 lasciando quattro figli, Corrado, Berardo, Trincia I (da cui discesero i Trinci), Nardo e una figlia, Piacenza.

### Ascesa
Tuttavia alcuni dei suoi eredi amministrarono la città di Foligno dal 1305 al 1439. Sotto la loro signoria, la città espanse notevolmente i propri domini e aree d'influenza e si arricchì di opere architettoniche di grande pregio, come palazzo Trinci.
Nel 1305 i Trinci, dopo essere diventati di parte guelfa, divennero Signori di Foligno, cacciando i ghibellini Anastasi grazie all'aiuto di nobili spoletini e perugini.

### XIV secolo
Il primo "signore" fu Nallo (nipote del capostipite Corrado), che guidò la signoria dal 1305 al 1318 circa. Da lui in poi i Trinci governarono assumendo la qualifica di Gonfalonieri di Giustizia.
Venne quindi il dominio del fratello, Ugolino I, che durò sino al 1338; lo seguirà il figlio di Nallo, Corrado I, fino al 1343.
Dal 1343 al 1353 rimase in carica Ugolino Novello, ultimo ad avere i titoli menzionati.
Il primo riconoscimento da parte di un sovrano, il papa Urbano V, arrivò nel 1367, quando il figlio di Ugolino Novello, Trincia Trinci, venne insignito del rango di vicario apostolico. Trincia fu ucciso nel 1377 da alcuni esiliati ghibellini.

### XV secolo

Il palazzo Trinci, con il passaggio coperto per il duomo, in un'immagine d'epoca

Dal 1377 al 1386 governò il territorio il fratello Corrado II, poi, fino al 1415 il figlio Ugolino III, che divenne alleato dell'autorevole condottiero Braccio Fortebraccio, signore di Perugia e conte di Montone (1368-1424), il cui figlio Oddo sposo proprio Elisabetta Trinci.
Ugolino III, nel 1411-1412, commissionò all'artista Gentile da Fabriano gli splendidi affreschi di palazzo Trinci, secondo lo stile gotico internazionale. I lavori per la costruzione e sistemazione della residenza folignate furono realizzati tra il 1389 (con Corrado II) e il 1407.

### Estinzione
I figli che Ugolino III aveva avuto da Costanza Orsini ressero collegialmente Foligno dal 1415 al 1421: erano Niccolò, Bartolomeo e Corrado. Questi, diventato Corrado III, fu l'ultimo "signore" dal 1421: la sua sicurezza e ostentazione di potere non furono gradite all'autorità pontificia; l'8 settembre 1439, il cardinale Giovanni Maria Vitelleschi conquistò Foligno e la pose sotto la guida diretta dello Stato della Chiesa.

## Signori di Foligno[3]
| N° | Titolo                    | Nome               | Dal  | Al               | Consorte e note                  |
| 1  | Gonfaloniere di Giustizia | Nallo              | 1305 | 1318 ca.         | Chiara Gabrielli                 |
| 2  | Gonfaloniere di Giustizia | Ugolino I          | 1318 | 1336             | Risabella Gaetani                |
| 3  | Gonfaloniere di giustizia | Corrado I          | 1336 | 1341             | Agnese Baglioni                  |
| 4  | Gonfaloniere di Giustizia | Ugolino II Novello | 1341 | 1349             | Vittoria Montemarte              |
| 5  | Vicario apostolico        | Trincia            | 1349 | 1377             | Giacoma d'Este; vicario dal 1367 |
| 6  | Vicario apostolico        | Corrado II         | 1377 | 1386             | Anna da Montefeltro              |
| 7  | Vicario apostolico        | Ugolino III        | 1386 | 1415             | Costanza Orsini                  |
| 8  | Vicario apostolico        | Niccolò Trincia    | 1415 | 1421             | Tora da Varano                   |
| 9  | Vicario apostolico        | Corrado III        | 1421 | 8 settembre 1439 | Costanza Orsini                  |

## Galleria d'immagini
Di seguito è riportata una galleria d'immagini della corte di Palazzo Trinci e di personaggi, forse della famiglia, raffigurati nella Sala dei Giganti:

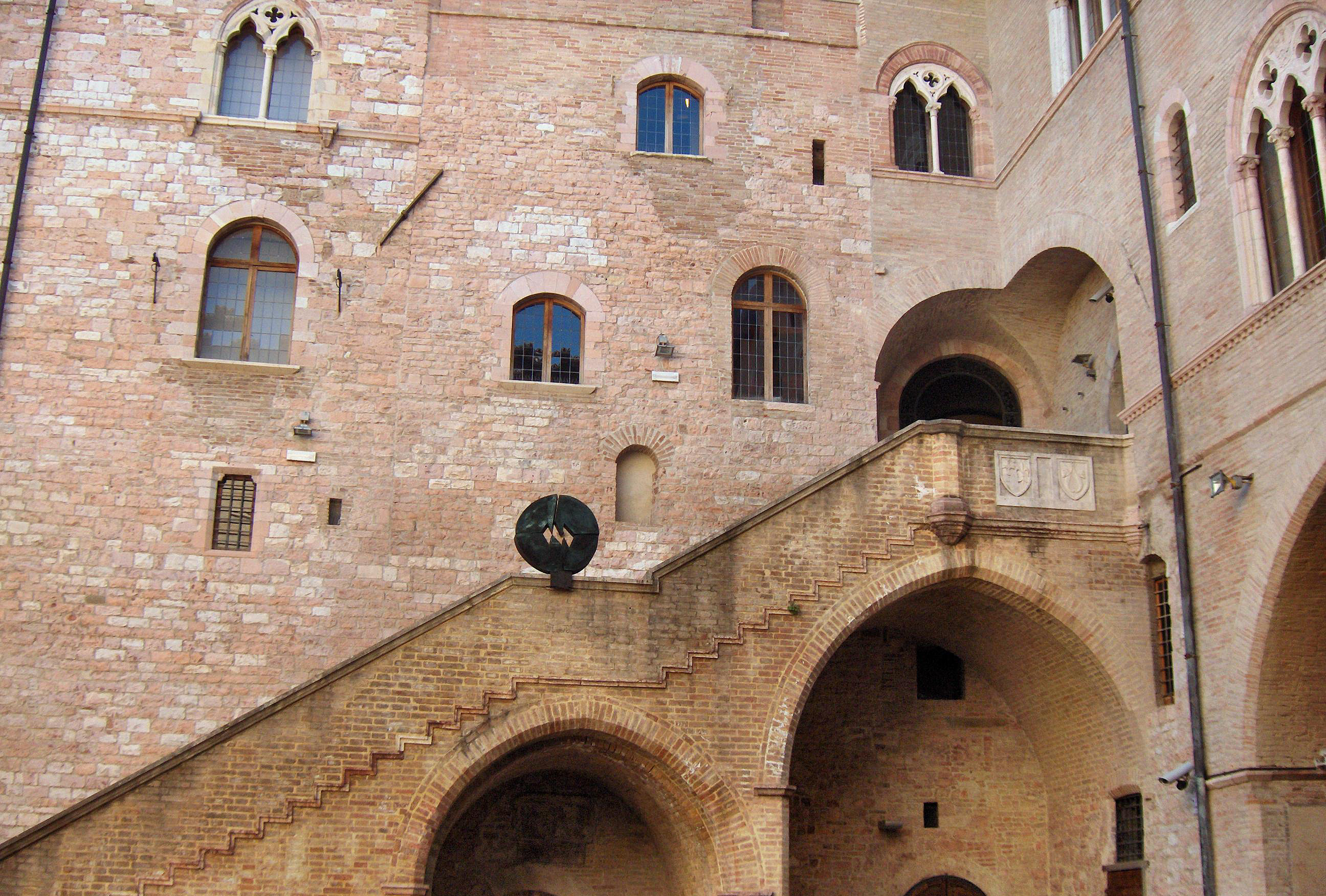
Lo scalone d'onore di palazzo Trinci
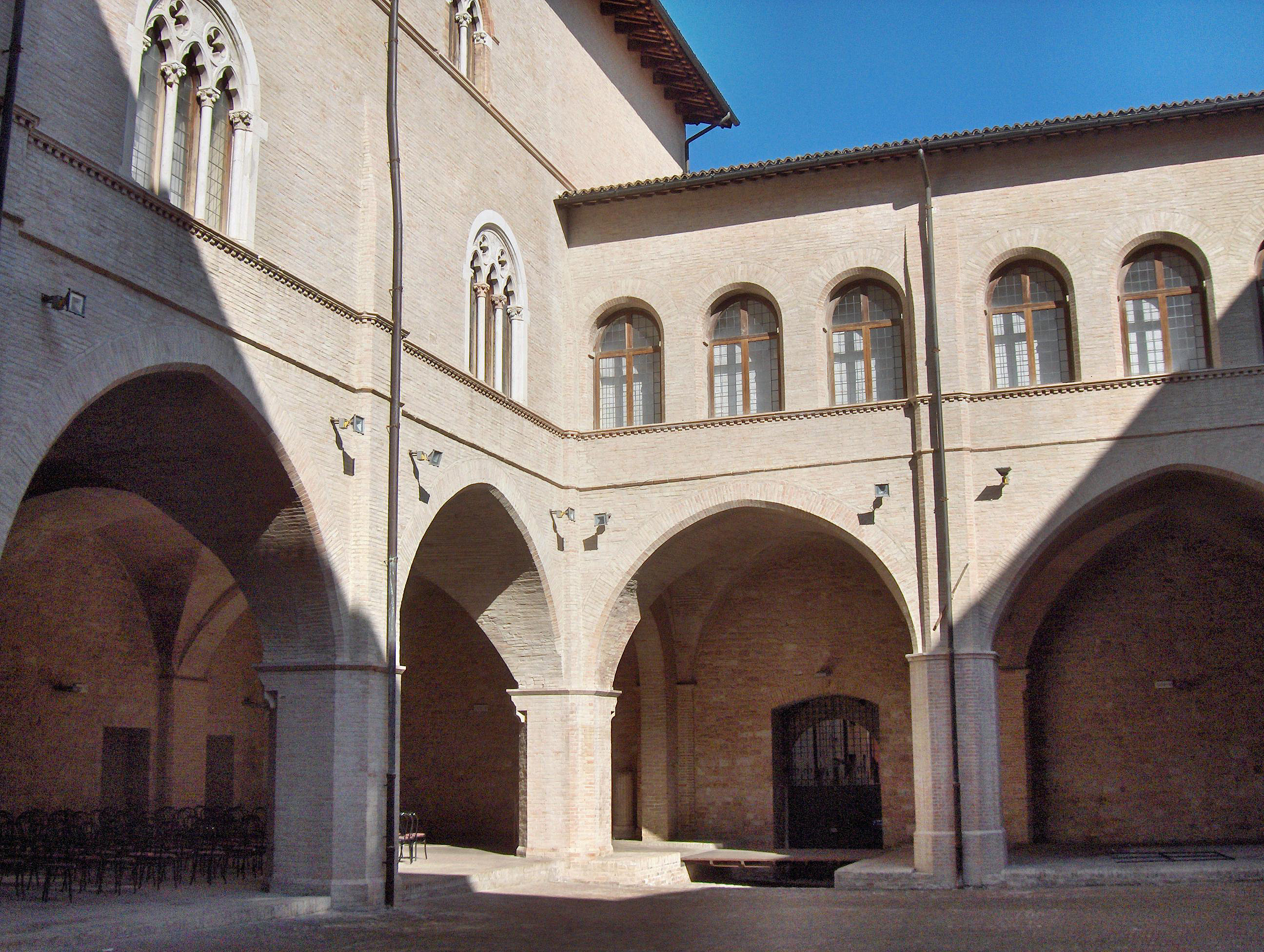
Il cortile di palazzo Trinci, dopo i restauri
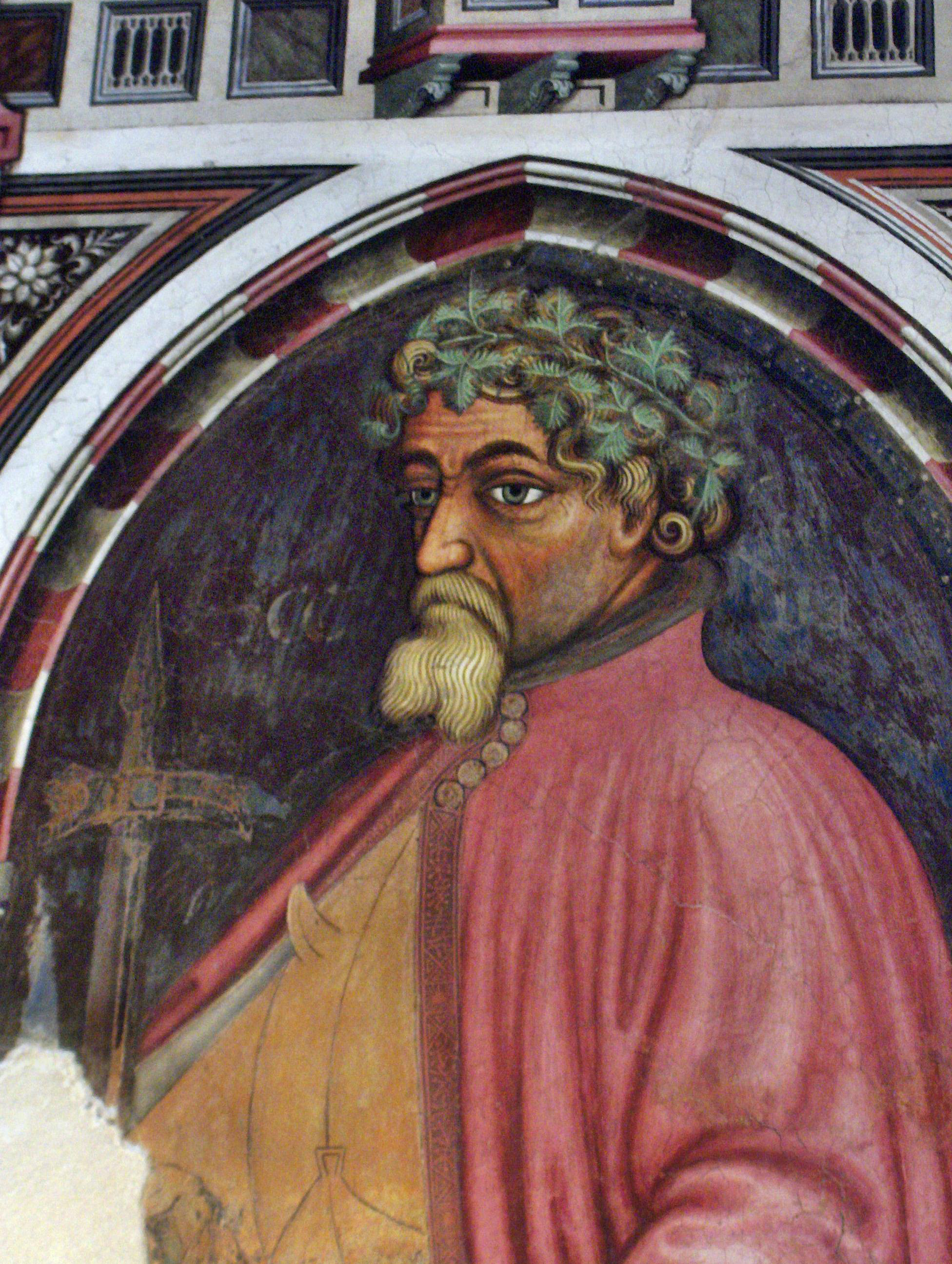
Muzio Scevola
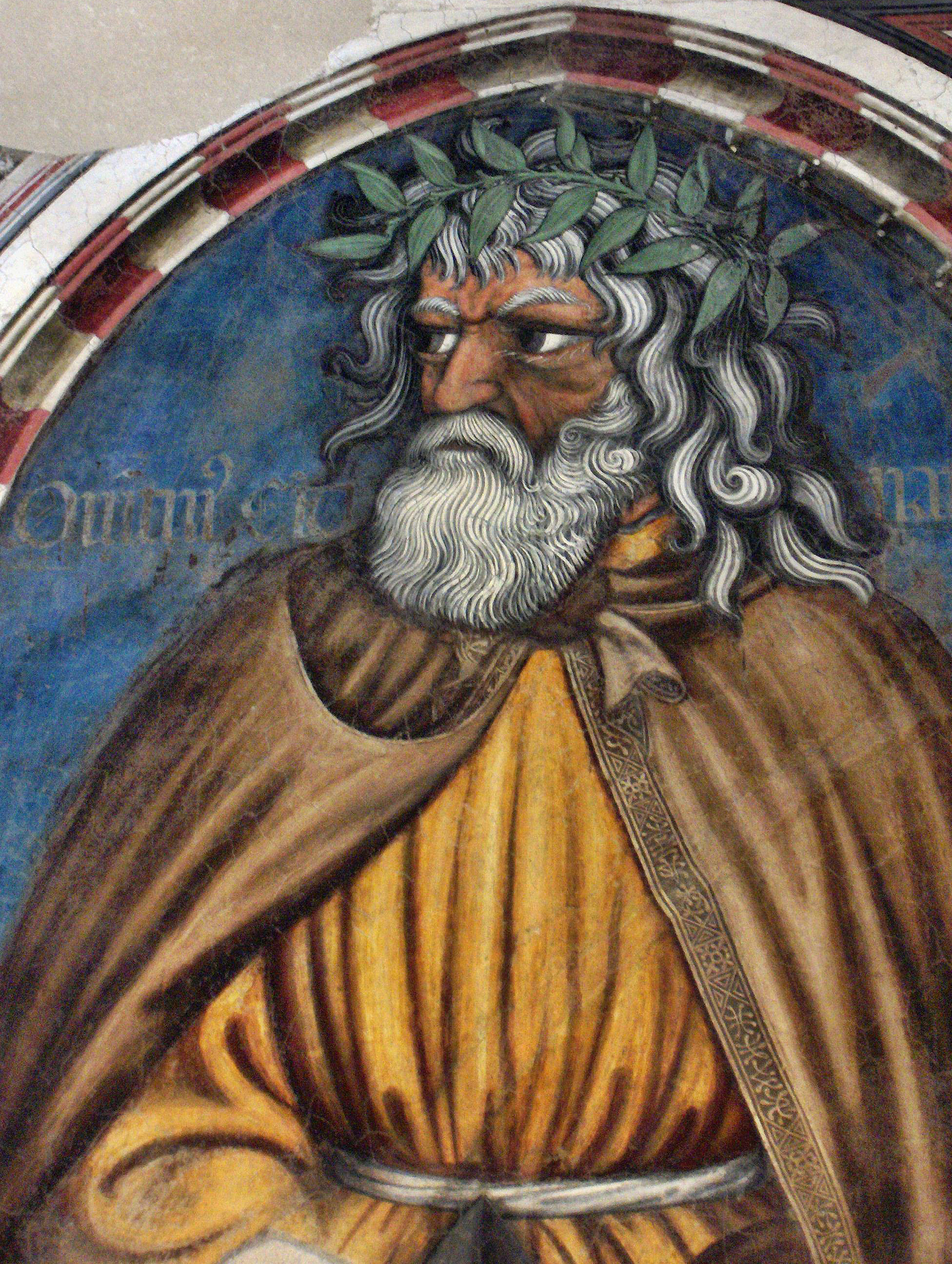
Cincinnato
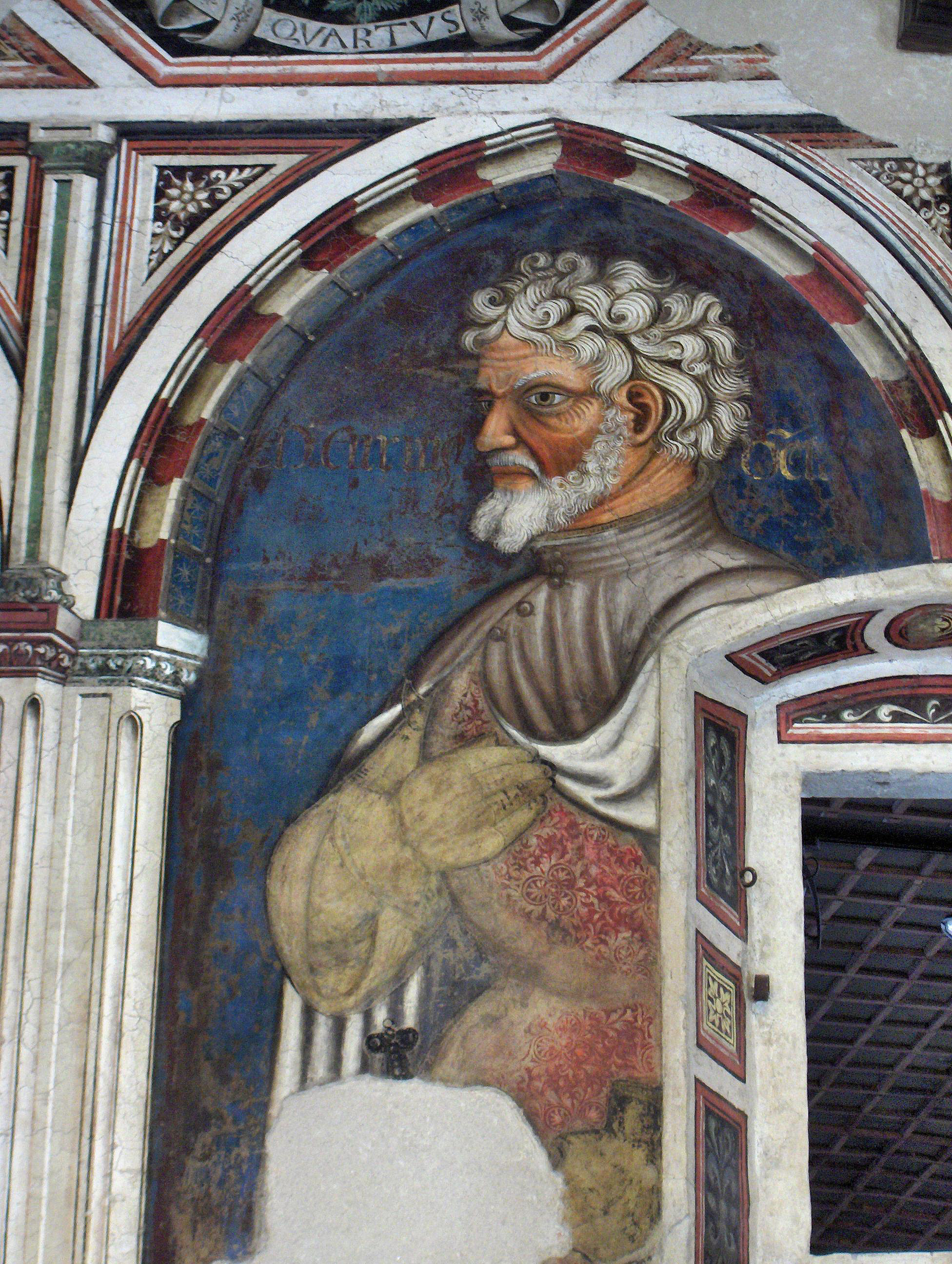
Manio Curio Dentato
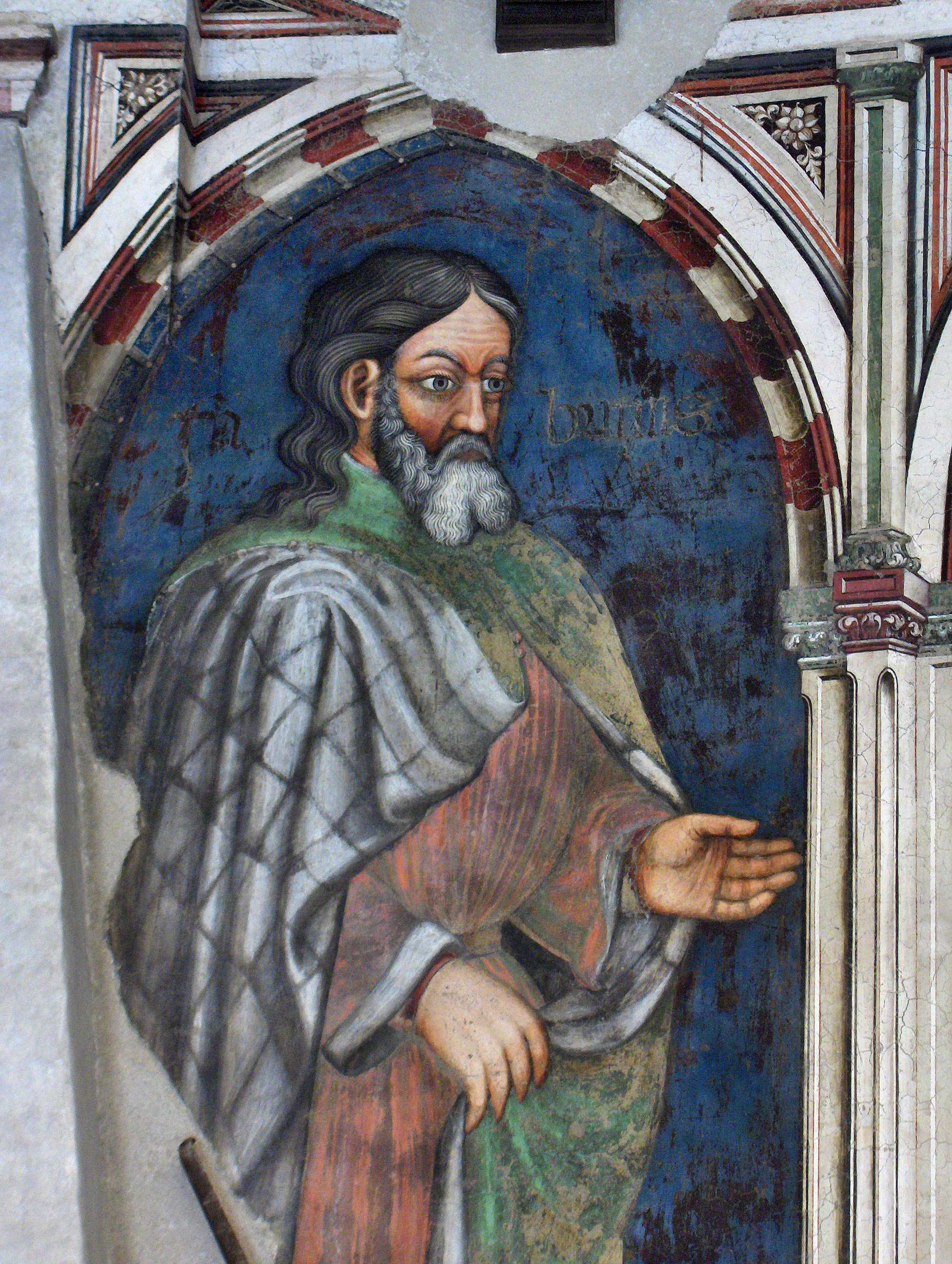
Fabrizio
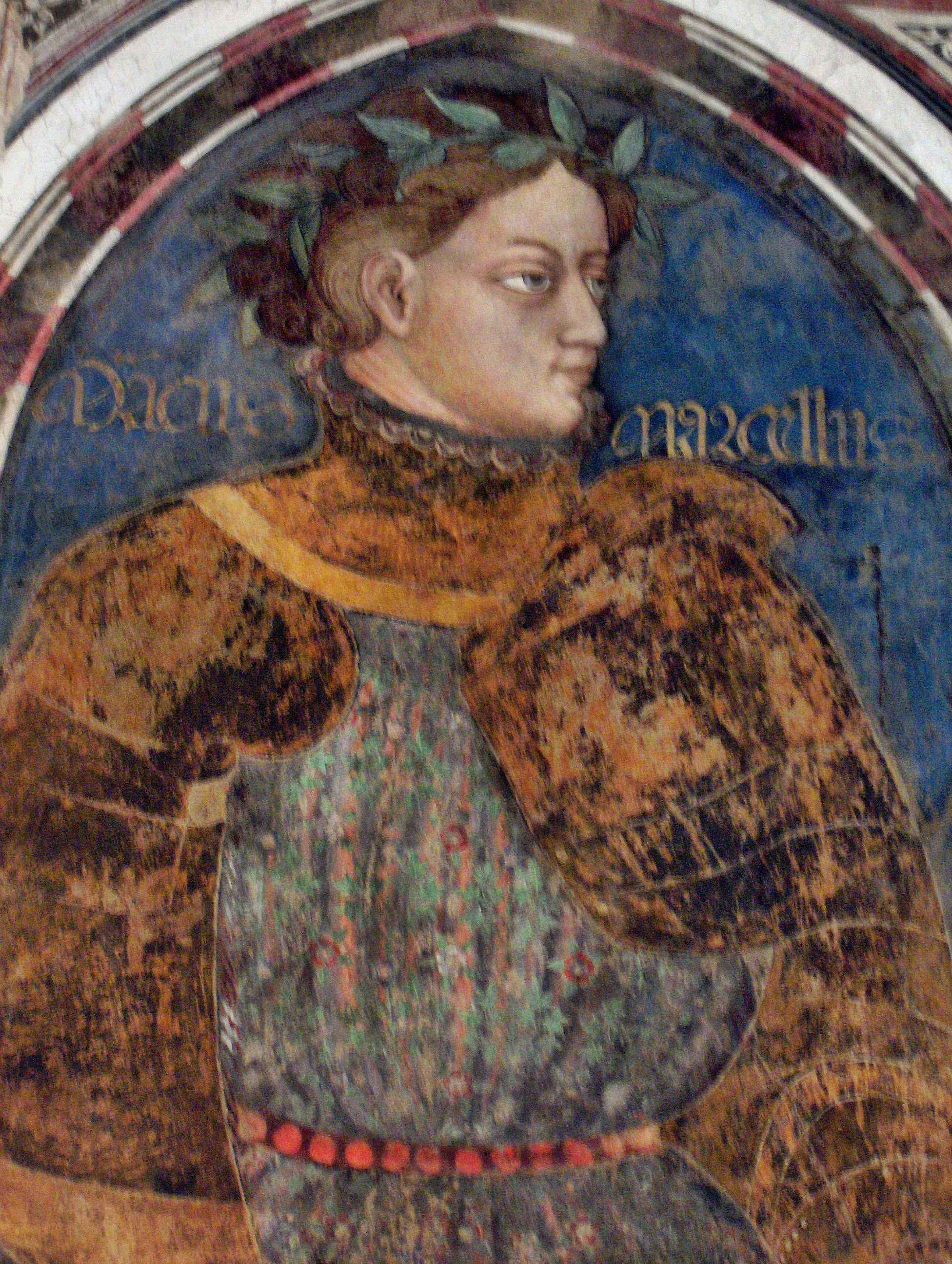
Marco Claudio Marcello